# Syncirsodes
Syncirsodes là một chi bướm đêm thuộc họ Geometridae.